# イェスパー・ダランド
- イェスパー・ダーラン

イェスパー・ノーマン・ダランド（Jesper Normann Daland, 2000年1月6日 - ）は、ノルウェー・アグデル県クリスチャンサン出身のサッカー選手。カーディフ・シティFC所属。ポジションはDF。

## クラブ経歴
スターベクIFなどのユースを経て、2019年にIKスタルトと契約。翌年6月18日のストレームスゴトセトIF戦でトップチームデビュー。同月22日のサンデフィヨルド・フォトバル戦で、プロ2戦目で初ゴールを記録。以降先発に定着し、同年シーズンはエリテセリエンで30試合1ゴールを記録したものの、チームは15位に終わり、アデコリーガエン (2部リーグ)降格に終わった。
2021年5月13日、サークル・ブルッヘと4年契約を締結。2021-21シーズン開幕戦となった、7月24日のKベールスホットVA戦で先発で起用され、移籍後初出場。試合は前半戦を1-0のリードで折り返すも、豪雨のために試合続行不可能となり、後半10分の時点で一時中断という形となった。
2024年8月20日、カーディフ・シティFCに4年契約で移籍した。

## 代表経歴
2015年から、各ユース世代のノルウェー代表に随時招集されている。